# Listă de filme românești din 1970
Aceasta este o listă de filme românești din 1970:

## Lista
| Premiera mondială | Titlu                                  | Studio                            | Distribuție, echipa tehnică                                                                  | Gen              | Ref.  |
| ----------------- | -------------------------------------- | --------------------------------- | -------------------------------------------------------------------------------------------- | ---------------- | ----- |
| 14 decembrie      | Brigada Diverse intră în acțiune       | Studioul Cinematografic București | Mircea Drăgan (regizor), cu Puiu Călinescu, Sebastian Papaiani, Toma Caragiu                 | film de comedie  | [ 1 ] |
|                   | Prea mic pentru un război atât de mare | Studioul Cinematografic București | Radu Gabrea (regizor), cu Mircea Albulescu, Jean Constantin, Gheorghe Cozorici               | dramatic, război | [ 2 ] |
|                   | Printre colinele verzi                 |                                   | Nicolae Breban (regizor), cu Mircea Albulescu, Ion Dichiseanu                                |                  | [ 3 ] |
|                   | Asediul                                | Studioul Cinematografic București | Mircea Mureșan (regizor), cu Ilarion Ciobanu, Sandu Sticlaru, Sebastian Papaiani             | dramatic         | [ 4 ] |
|                   | Apa ca un bivol negru                  | Studioul Cinematografic București | Andrei Cătălin Băleanu, Pierre Bokor, Dan Pița, Mircea Veroiu și Youssouff Aidaby (regizori) | documentar       | [ 5 ] |
|                   | Așteptarea                             |                                   | Șerban Creangă (regizor)                                                                     | thriller         | [ 6 ] |